# Nicole Arianna Fox
Nicole Arianna Fox, wirklicher Name Nicole Arianna Abuhamada, (* 6. März 1991 in Louisville, Colorado) ist ein US-amerikanisches Model und Schauspielerin. Sie war Gewinnerin der 13. Staffel der Castingshow Americas Next Topmodel.

## Biografie
Fox absolvierte die Monarch High School in Louisville, Colorado. Ab 2009 war sie Studentin im zweiten Studienjahr an der University of Colorado in Boulder mit dem Schwerpunkt Studiokunst. Sie wollte Künstlerin, Journalistin und Model werden.
Fox setzte sich im Herbst 2009 in der 13. Staffel von Americas Next Topmodel gegen 13 weitere Finalistinnen durch und gewann die Staffel. Danach fasste sie als Filmschauspielerin Fuß. Sie debütierte 2011 in einer Nebenrolle in dem Asylum-Film Thor – Der Allmächtige. 2013 folgte die Titelrolle in dem Filmdrama Ashley an der Seite von Jennifer Taylor und Michael Madsen. Im Jahr 2014 spielte sie die Nebenrolle der Mia im Horrorfilm Girlhouse – Töte, was du nicht kriegen kannst.

## Filmografie (Auswahl)
- 2011: Thor – Der Allmächtige (Almighty Thor)
- 2012: The Other Country: Starring Burlap to Cashmere
- 2012: The Unwritten Rules (Fernsehserie, Folge: Merry Christmas)
- 2013: Ashley
- 2013: Reich und Schön (The Bold and the Beautiful, Fernsehserie, 5 Folgen)
- 2014: Redlands
- 2014: The Last Survivors
- 2014: Girlhouse – Töte, was du nicht kriegen kannst (Girlhouse)
- 2015: Tag
- 2016: Hero of the underworld
- 2016: Paradise Club
- 2016: Circus Kane